# Yamada Goro
Yamada Goro (3 tháng 3 năm 1894 - 9 tháng 3 năm 1958) là một cựu cầu thủ và huấn luyện viên bóng đá người Nhật Bản. Ông từng dẫn dắt đội tuyển Nhật Bản dự các Đại hội Thể thao Viễn Đông 1925.